# Мощаницы
Мощаницы — деревня в городском округе Озёры Московской области России.
До 2015 года относилась к Бояркинскому сельскому поселению, до реформы 2006 года относилась к Тарбушевскому сельскому округу. Население — 90 чел. (2010).

## Население
| 1852 | 1859 | 1890 | 1926 | 2002 | 2006 | 2010 |
| ---- | ---- | ---- | ---- | ---- | ---- | ---- |
| 304  | ↗309 | ↗350 | ↘250 | ↘77  | ↗102 | ↘90  |

## География
Расположена в 120 км к юго-востоку от Москвы и в 8 км от реки Оки. Деревня окружена смешанными лесами, а в самой деревне есть пруд.

## История
Первые упоминания о деревне были обнаружены в «Писцовой книге Московского государства» в Большом Микулинском стане в 1578 году.
В «Списке населённых мест» 1862 года Мощаницы — владельческая деревня 2-го стана Коломенского уезда Московской губернии по левую сторону Каширского тракта из Коломны, в 30 верстах от уездного города, при колодце, с 44 дворами и 309 жителями (152 мужчины, 157 женщин).
По данным на 1890 год входила в состав Суковской волости Коломенского уезда, число душ составляло 350 человек.
В 1913 году — 51 двор и земское училище.
В составе Суковской волости подчинялась с 1917 года Озерскому Совету Рабочих и Крестьянских депутатов, с 1929 года в составе одноименного сельсовета — Озерскому райсовету.
По материалам Всесоюзной переписи населения 1926 года — центр Мощаницкого сельсовета Суковской волости, проживало 250 жителей (124 мужчины, 126 женщин), насчитывалось 54 хозяйства, среди которых 49 крестьянских, имелись школа 1-й ступени и отдел единого потребительского общества.
Деревня газифицирована и на её территории располагается водонапорная башня. В 2013 году дороги в деревни были асфальтированы.

## Транспортная доступность
Деревня связана двумя автобусными маршрутами с городом Озёры, рейсами № 45 и 55.